# Syndicat Northcrest c. Amselem
Syndicat Northcrest c. Amselem [2004] 2 R.C.S. 551 est un arrêt de principe de la Cour suprême du Canada qui définit  la liberté de religion en vertu de la Charte québécoise des droits et libertés de la personne et de l'article 2 de la Charte canadienne des droits et libertés. Bien que la Cour suprême fut divisée quant à cette définition, la majorité a préconisé de tolérer une pratique où l'individu se sent sincèrement lié à la religion, que la pratique soit ou non requise par une autorité religieuse.

## Les faits
Moïse Amselem, son plus jeune fils David, et René Elhadad, à Montréal érigent des souccas sur leurs balcons dans un immeuble résidentiel dont ils sont propriétaires. Les souccas sont de petites habitations dans lesquelles vivent les Juifs pendant Souccot, une fête juive, conformément à la Bible hébraïque.
Cependant, les gestionnaires du bâtiment (le Syndicat Northcrest) allèguent que les souccas violent les règlements interdisant la construction de structures sur les balcons. Les Juifs orthodoxes n'avaient pas vu cette exigence comme s'appliquant aux règles religieuses parce que les décorations de Noël et d'autres décorations étaient autorisées. Le Syndicat Northcrest a rejeté toutes les demandes de construction de souccas, sauf une qui était en partage, mais cela ne répondait cependant pas aux exigences minimales de la loi juive. Par conséquent, le Syndicat Northcrest a déposé une injonction contre d'autres souccas.
Bien qu'il n'y ait eu aucune action gouvernementale responsable de la violation d'un droit, la Charte québécoise est pertinente pour les actions privées. Comme l'écrit le juge Michel Bastarache, le « premier alinéa de l’art. 9.1, qui, dans la mesure où il n’exige pas que l’atteinte aux droits ou libertés résulte de l’application de la loi, ne vise que des rapports de droit privé, c’est-à-dire des atteintes aux droits et libertés de personnes privées par d’autres personnes privées » Bastarache a observé que c'est ce qui s'est produit dans une affaire précédente, Aubry c. Éditions Vice-Versa (1998).

## Jugement
Le pourvoi d'Amselem est accueilli.

## Motifs du jugement
La décision majoritaire a été rédigée par le juge Frank Iacobucci. Il a examiné si les règlements violaient la liberté de religion des Juifs orthodoxes et si l'opposition du Syndicat Northcrest aux soucca était protégée par le droit à la jouissance paisbible des biens en vertu de la Charte québécoise. Iacobucci a d'abord tenté de définir la liberté de religion et a commencé par donner une définition légale de la religion. Il a décidé que la religion est « un système particulier et complet de dogmes et de pratiques. En outre, une religion comporte généralement une croyance dans l’existence d’une puissance divine, surhumaine ou dominante. Essentiellement, la religion s’entend de profondes croyances ou convictions volontaires, qui se rattachent à la foi spirituelle de l’individu et qui sont intégralement liées à la façon dont celui-ci se définit et s’épanouit spirituellement, et les pratiques de cette religion permettent à l’individu de communiquer avec l’être divin ou avec le sujet ou l’objet de cette foi spirituelle. ».
Iacobucci a ensuite affirmé que dans des affaires antérieures de liberté de religion, telles que « R. c. Big M Drug Mart » (1985), la Cour suprême a préconisé de donner à la liberté de religion une définition large et libérale mettant l'accent sur les droits individuels. Dans l'arrêt R. c. Big M Drug Mart, il a été observé qu'il devrait y avoir du respect pour la diversité religieuse et aucune contrainte de faire quelque chose en violation de sa religion. Il cite ensuite un article de la Revue de droit de McGill pour établir ce précédent qui favorisait le point de vue d'un individu sur la religion par rapport à celui d'une Église organisée.
Ainsi, toute personne qui revendique des droits à la liberté de religion n'a pas besoin de démontrer qu'elle s'est vu refuser le droit de culte conformément aux règles d'une autorité religieuse. Depuis les arrêts R. c. Edwards Books and Art Ltd. et R c. Jones, il suffit de démontrer une croyance religieuse individuelle. Ces arguments ont été renforcés par le désir que les gouvernements et les tribunaux laïcs ne jugent pas quelles pratiques religieuses sont nécessaires et lesquelles ne le sont pas ; il s'agissait de prendre des décisions juridiques concernant les croyances morales. Pourtant, les pratiques exigées par une autorité religieuse sont également protégées ; ce qui compte, c'est que la pratique soit liée à une croyance religieuse.
Pour déterminer si une croyance individuelle est sincère, la Cour a tenu compte de la jurisprudence américaine, qui préconisait une évaluation minimalement intrusive des croyances d'un individu. Les tribunaux doivent seulement déterminer qu'une croyance n'est pas feinte et que les revendications religieuses sont faites de bonne foi. Il faut se demander si le témoignage d'un individu peut être cru et comment une croyance s'accorde avec d'autres que l'individu détient. En cela, la Cour suprême a ajouté que les tribunaux devraient tolérer un changement de croyances; les croyances de l'individu détenues dans le passé ne sont pas pertinentes par rapport à celles revendiquées dans le présent.
Le tribunal déterminera si une violation suffisamment importante de la liberté de religion s'est produite pour soulever des contestations en vertu des Chartes québécoise et canadienne. La gravité des violations devra être évaluée au cas par cas. Cependant, dans cette affaire, la Cour suprême a observé que la liberté de religion ne devrait pas servir à nier les droits d'autrui.
Revenant à cette affaire, la Cour suprême a observé que le Syndicat Northcrest avait soutenu que la liberté de religion était limitée ici par le droit de jouir de la propriété et de la sécurité personnelle. Cependant, la Cour a conclu que les droits des Juifs orthodoxes avaient été gravement enfreints, tandis que les droits du Syndicat Northcrest n'avaient pas été affectés de manière significative. Ainsi, la liberté de religion prévaudrait. Le juge du procès a découvert qu'au moins un des Juifs orthodoxes croyait sincèrement avoir besoin d'une soucca, tandis que les autres ne semblaient ne pas croire qu'ils en avaient besoin parce qu'ils n'avaient pas de soucca dans le passé. La Cour suprême a rejeté cette dernière conclusion, car elle s'appuyait sur une étude de la pratique antérieure. La Cour suprême a également noté que les Juifs auraient pu vouloir des souccas pour des raisons religieuses, qu'elles soient ou non nécessaires ; cela a également sapé l'opinion selon laquelle les pratiques passées devraient être étudiées. La Cour a alors décidé que la violation de la liberté religieuse était grave parce que le droit à une soucca individuelle n'était pas limité mais complètement nié.
À l'inverse, le Syndicat Northcrest a affirmé que les soucca limitent les droits de jouissance de la propriété parce que les souccas pouvaient nuire à l'attrait du bâtiment et à sa valeur financière. Le droit à la sécurité de la personne fut plaidé  au motif que les souccas peuvent bloquer les escaliers de secours. La Cour n'était pas convaincue que la valeur de la propriété chuterait en raison du manque de preuves, et l'attractivité du bâtiment pendant neuf jours par an n'est pas jugé comme un problème important, en particulier dans le contexte de l'importance du multiculturalisme.
La Cour a également noté que les Juifs avaient proposé de s'occuper de la sécurité incendie. Concernant l'argument selon lequel les Juifs avaient renoncé à leurs droits, Iacobucci a noté qu'il n'était toujours pas certain que les droits constitutionnels puissent être renoncés. S'ils le peuvent, la renonciation devrait être plus explicite et effectuée sous libre arbitre. Dans le cadre de leur entente avec les gestionnaires, les Juifs en l'espèce ne disposaient pas d'un libre arbitre complet parce qu'ils voulaient vivre dans ces bâtiments.

## Jugements dissidents

### Le juge Bastarache
Le juge Michel Bastarache a interprété la jurisprudence antérieure sur la liberté de religion comme signifiant que le droit protège les croyances et les pratiques religieuses qui découlent de ces croyances. Les croyances peuvent être découvertes à travers les règles religieuses ; ceux-ci distinguent la religion des activités personnelles. Ainsi, une croyance n'est pas détenue individuellement mais est partagée. Cela a fourni une approche objective de la liberté de religion. Un témoignage d'expert serait d'une grande aide pour déterminer si une croyance est religieuse. Ensuite, la sincérité de l'individu est étudiée, de manière non intrusive. Bastarache a estimé que pour la plupart des Juifs dans ce cas, la religion exigeait de manger dans une soucca, mais une soucca individuelle n'était pas nécessaire. Alors que Bastarache a noté qu'un Juif pouvait avoir droit à une soucca individuelle, cela devait être mis en balance avec « le respect des valeurs démocratiques, de l'ordre public et du bien-être général des citoyens du Québec », comme l'exige la Charte québécoise. Les droits à la libre jouissance des biens et à la sûreté sont ainsi entrés en considération. Bastarache écrit qu'« il est difficile de concevoir comment l’octroi d’une servitude de passage en cas d’urgence, essentielle pour la sécurité de tous les occupants de la copropriété, ne justifierait pas l’interdiction de l’installation d’une souccah, surtout compte tenu du compromis proposé par l’intimé.

### Le juge Binnie
Le juge Ian Binnie a également écrit une un jugement dissident. Il constate l'étrangeté de la situation, à savoir qu'un droit est revendiqué contre d'autres propriétaires de l'immeuble et non contre un gouvernement. Les propriétaires avaient conclu des contrats qui interdiraient les souccas. Binnie a souligné l'importance de cet accord ou contrat.